# Enchiridion symbolorum, definitionum et declarationum de rebus fidei et morum
O Enchiridion é um compêndio de todos os textos básicos sobre o dogma e a moralidade católica desde a Era Apostólica. Encomendado pelo Papa Pio IX, está em uso desde 1854 e tem sido atualizado regularmente desde então.

## Nome
O nome Enchiridion (do grego cheir, "mão") significa "manual". Originalmente publicado como "Enchiridion Symbolorum et Definitionum", é hoje publicado como "Enchiridion symbolorum, definitionum et statementum de rebus fidei et morum" (que significa “Manual de credos, definições e declarações sobre questões de fé e moral”.)
O Enchiridion é às vezes referido como Denzinger, em homenagem ao seu primeiro editor, Heinrich Joseph Dominicus Denzinger. É comumente abreviado como 'Dz' nas primeiras edições e 'DS' nas edições editadas por Adolf Schönmetzer devido a uma revisão na numeração.

## Descrição
Ao incluir todos os textos básicos dos ensinamentos católicos, o Enchiridion serve como um compêndio da fé ao longo dos séculos. É também um instrumento de pesquisa para teólogos, historiadores e pessoas com interesse no estudo do Cristianismo. As atualizações mais recentes se estendem aos ensinamentos do Papa João Paulo II; assim, pode ser usado para pesquisas sobre questões contemporâneas, como os ensinamentos sociais da Igreja, subsidiariedade, pobreza, justiça social, pena de morte, controle de natalidade ou ordenação de mulheres.
Em 2012, a Ignatius Press publicou uma versão bilíngue latino-inglês da 43.ª edição (2010) da Denzinger-Hünermann, com inscrições até 2008. Esta edição em inglês foi editada por Robert Fastiggi e Anne Englund Nash.

## Estrutura
O Enchiridion é ordenado cronologicamente, começando com o Symbolum Apostolicum. Inclui os ensinamentos de papas e concílios ecumênicos desde então. Não repete todos os textos completos, mas apenas as partes centrais que são relevantes para a teologia dogmática ou moral. Todos os textos em Denzinger-Schönmetzer são listados em latim.
Desde a 37.ª edição de Denzinger-Hünermann (1991), o idioma original (principalmente latino) é colocado na coluna da esquerda com uma tradução vernácula correspondente na coluna da direita. Além da edição em inglês de 2012 da Denzinger-Hünermann, também há edições em francês, italiano, espanhol e outros idiomas (além do alemão original).
Além dos textos, o Enchiridion fornece alguns índices:
- Index scripturisticus, sobre os usos das escrituras em vários dogmas
- Index Systemus de ensinamentos dogmáticos e morais da Igreja
- Índice alfabético de nomes e assuntos

## Edições
- Denzinger, Henricus (1854). Enchiridion symbolorum et definitionum, quae de rebus fidei et morum a conciliis oecumenicis et summis pontificibus emanarunt. Sumptibus Stahelianis 1st ed. Wirceburgi: [s.n.]
- Denzinger, Henricus (1854). Enchiridion symbolorum et definitionum, quae de rebus fidei et morum a conciliis oecumenicis et summis pontificibus emanarunt. Sumptibus Stahelianis 2nd ed. Wirceburgi: [s.n.]
- Denzinger, Henricus (1856). Enchiridion symbolorum et definitionum, quae de rebus fidei et morum a conciliis oecumenicis et summis pontificibus emanarunt. Sumptibus Stahelianis 3rd ed. Wirceburgi: [s.n.]
- Denzinger, Henricus (1865). Enchiridion symbolorum et definitionum, quae de rebus fidei et morum a conciliis oecumenicis et summis pontificibus emanarunt. Sumptibus Stahelianis 4th ed. Wirceburgi: [s.n.]
- Denzinger, Henricus (1874). Enchiridion symbolorum et definitionum, quae de rebus fidei et morum a conciliis oecumenicis et summis pontificibus emanarunt. Sumptibus Stahelianis 5th ed. Wirceburgi: [s.n.]